# St. Andreas (Dähre)

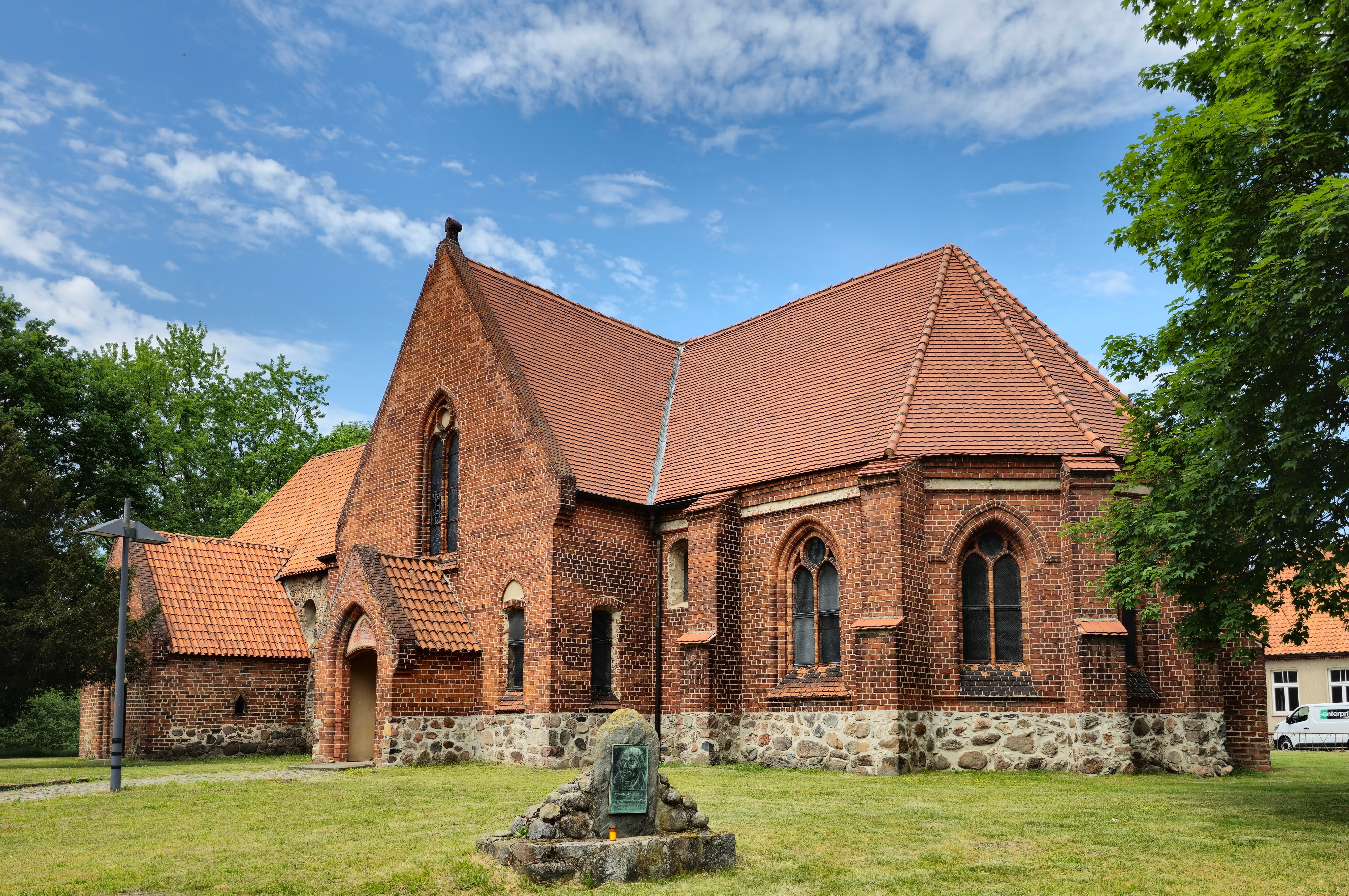
St. Andreas Dähre

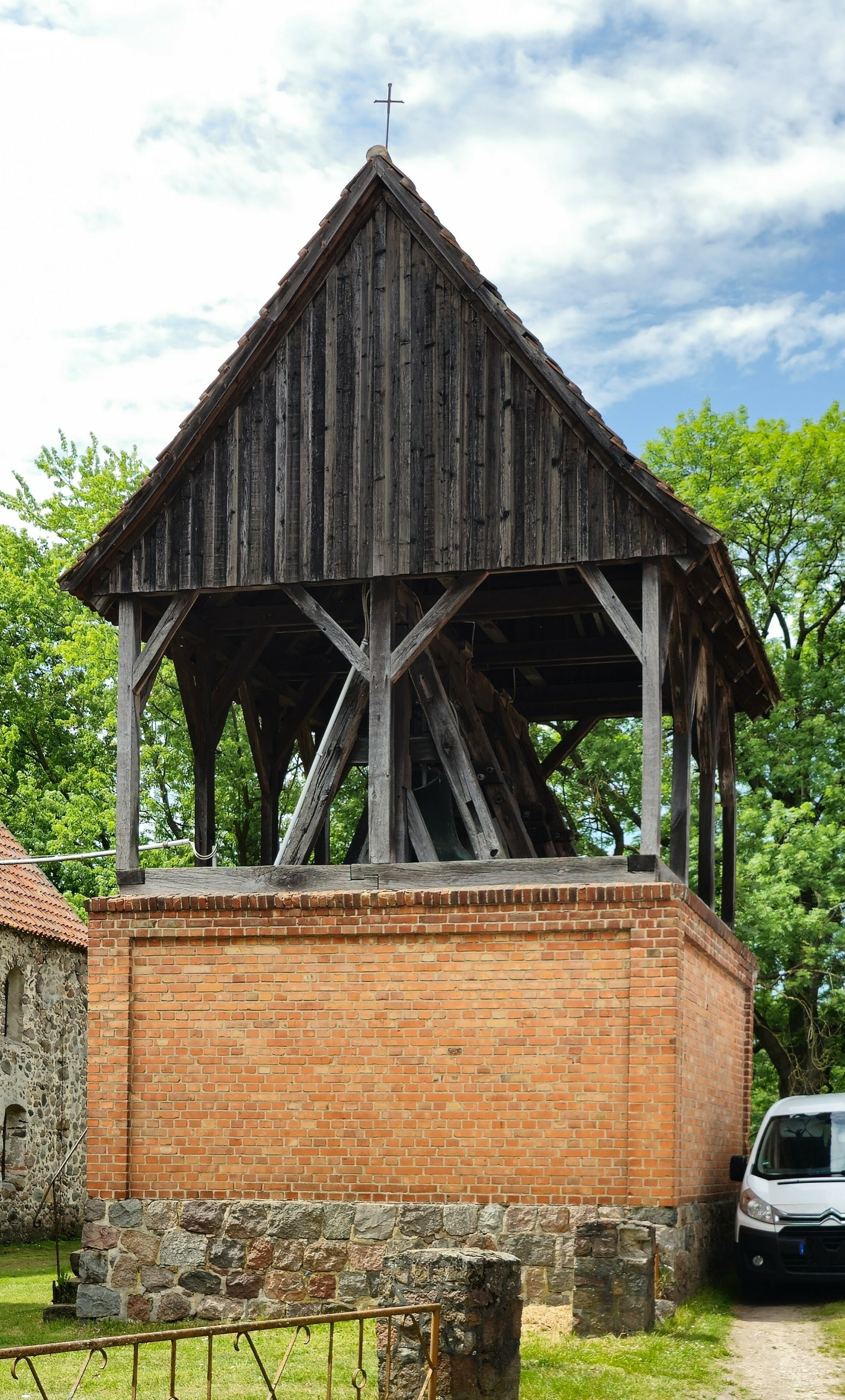
Glockenträger

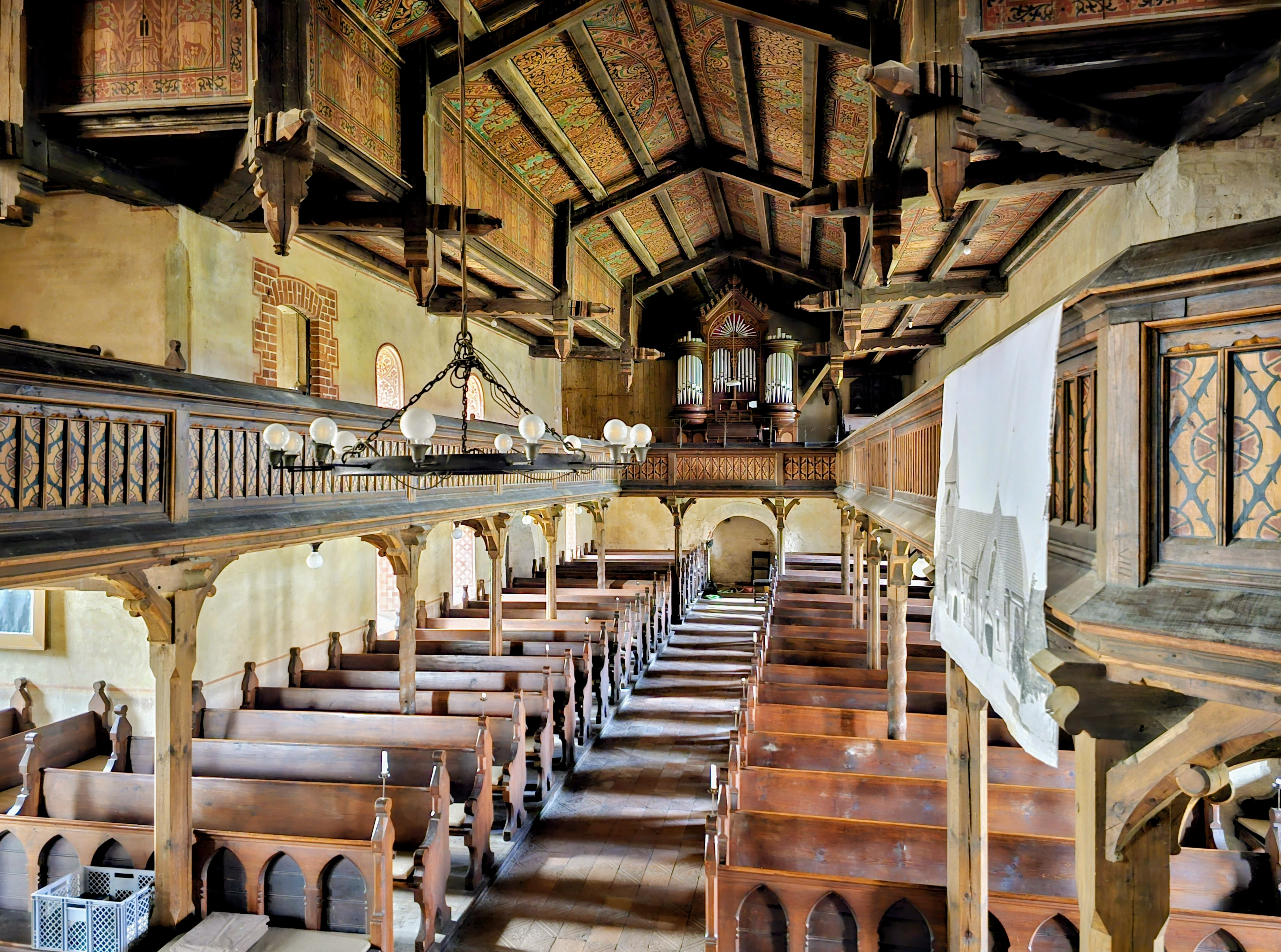
Innenraum, Blick zur Orgel (2023)

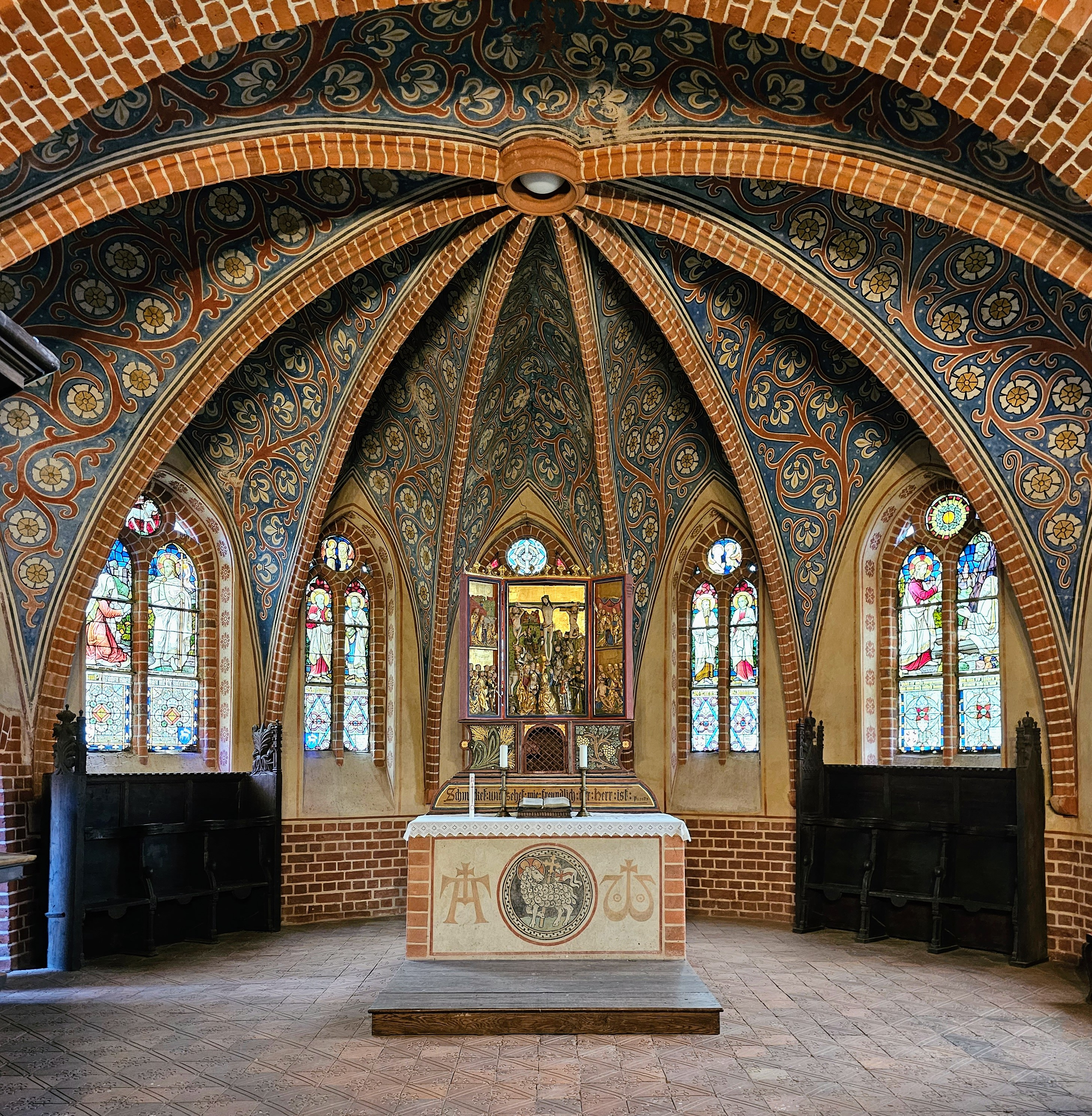
Chorraum

Die evangelische St.-Andreas-Kirche ist eine im Kern romanische, mehrfach überarbeitete Saalkirche in Dähre im Altmarkkreis Salzwedel in Sachsen-Anhalt. Sie gehört zur Kirchengemeinde Osterwohle-Dähre im Kirchenkreis Salzwedel der Evangelischen Kirche in Mitteldeutschland (EKMD).

## Geschichte und Architektur
Die ehemalige Propsteikirche wurde bei der Gründung des Stifts Diesdorf im Jahr 1161 als „matrix ecclesiae“ genannt. Die langgestreckte Saalkirche mit komplizierter Baugeschichte besteht aus dem Schiff aus unregelmäßigem Feldsteinmauerwerk mit zwei Reihen von Fenstern, deren obere mit Rundbogen möglicherweise dem Ursprungsbauwerk angehören. Das Schiff und der Rundturm gehören nach dem Turmunterbau der Marienkirche (Salzwedel) wahrscheinlich zu den ältesten Kirchenbauteilen der westlichen Altmark. Alle übrigen Bauteile wurden aus Backstein, teils unter Verwendung von Feldsteinen erbaut. Die Südvorhalle entstand vor der Mitte des 15. Jh., das Portal und die Giebel wurden rekonstruiert. Ein nachträglich angebauter, leicht eingezogener, querrechteckiger Westturm wurde nach Einsturz im Jahr 1939 abgerissen. Der freistehende Glockenträger nördlich der Kirche stammt aus den 1950er Jahren. Von den Ostteilen ist nur der polygonal schließende Chor auf mittelalterlichen Grundmauern erbaut, stammt aber im Wesentlichen wie auch das Querhaus aus dem Jahr 1903. Beim damaligen Umbau nach einem Entwurf von Hugo Prejawa wurde auch das Innere völlig umgestaltet. Als Raumabschluss wurde eine komplizierte hölzerne Hängewerkskonstruktion mit überhöhtem Mittelteil eingebaut und ornamental bemalt; der Chor ist mit einem massiven Rippengewölbe geschlossen. Schiff und Querarme sind mit umlaufender hölzerner Empore eingefasst und zeigen ein einheitliches Gestühl. Die Chorfenster sind mit Glasmalereien versehen, die von Hubert Henning aus Hannover signiert sind, im Mittelfenster ist der lehrende Christus mit dem Datum 1904 dargestellt, in den seitlichen Fenstern Evangelisten und Szenen aus dem Neuen Testament mit der Jahreszahl 1916.

## Ausstattung
Hauptstück der Ausstattung ist ein kleines Schnitzaltarretabel aus der Zeit um 1500, das 1989 restauriert wurde; im Schrein ist eine vielfigurige Kreuzigung dargestellt, in den Flügeln zeigen Reliefs die Geburt Christi und das Schweißtuch der heiligen Veronika, rechts sind die Marienkrönung und die Beweinung Christi dargestellt; auf den Flügelaußenseiten sind, stilistisch etwas jünger, zwei weibliche und zwei männliche Heilige dargestellt.
Die hölzerne Emporenkanzel wurde in den Jahren 1903/1904 nach Anregung und unter Verwendung von Teilen der Vorgängerkanzel aus der ersten Hälfte des 17. Jahrhunderts geschaffen. Zwei spätgotische Dreisitze zeigen an den Wangen geschnitztes Maßwerk.
Eine überlebensgroße Schnitzfigur des heiligen Andreas aus dem dritten Viertel des 15. Jahrhunderts wurde angeblich 1471 gestiftet.
Die Orgel mit neuromanischem Prospekt ist ein Werk von Emil Hammer Orgelbau in Kooperation mit Erdmann & Märtens (Neuhaldensleben)   aus dem Jahr 1904. Ihre 14 Register verteilen sich auf zwei Manuale und Pedal. Eine Überholung erfolgte durch Jörg Dutschke.
Eine große Glocke stammt aus dem Jahr 1495 und trägt eine Minuskelumschrift. Die kleine Glocke wurde vermutlich nach 1551 gegossen.